# Бессед-де-Со
Бессе́д-де-Со (фр. Bessède-de-Sault) — коммуна во Франции, находится в регионе Лангедок — Руссильон. Департамент коммуны — Од. Входит в состав кантона Акса. Округ коммуны — Лиму.
Код INSEE коммуны — 11038.

## Население
Население коммуны на 2008 год составляло 53 человека.
| 1962 | 1968 | 1975 | 1982 | 1990 | 1999 | 2008 |
| ---- | ---- | ---- | ---- | ---- | ---- | ---- |
| 60   | 100  | 73   | 77   | 56   | 52   | 53   |

## Экономика
В 2007 году среди 30 человек в трудоспособном возрасте (15—64 лет) 18 были экономически активными, 12 — неактивными (показатель активности — 60,0 %, в 1999 году было 50,0 %). Из 18 активных работали 15 человек (6 мужчин и 9 женщин), безработных было 3 (2 мужчин и 1 женщина). Среди 12 неактивных все были пенсионерами.